# مديرية (دول الاتحاد السوفيتي السابق)

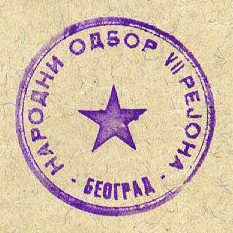

المديرية أو الرايون  هو نوع من الوحدات الإدارية في العديد من دول ما بعد الاتحاد السوفيتي (مثل جزء من أوبلاست). المصطلح مأخوذ من كلمة " rayon " الفرنسي (بمعنى «خلية العسل»)، وهو نوع من الكيان الإداري أو الدائرة الإدارية وتقسيم المدينة، ويُترجم عادةً باللغة الإنجليزية على أنها «مديرية».
المديرية هي كيان إداري موحد في معظم أنحاء الاتحاد السوفيتي السابق وعادة ما يكون تقسيمًا فرعيًا على خطوتين دون المستوى الوطني. ومع ذلك، في جمهوريات الاتحاد السوفياتي الأصغر، يمكن أن يكون المستوى الأساسي للتقسيم الإداري. بعد سقوط الاتحاد السوفيتي، احتفظت بعض الجمهوريات بالتقسيم (على سبيل المثال أذربيجان) بينما أسقطها آخرون (على سبيل المثال أرمينيا).
في بلغاريا، تشير إلى تقسيم إداري داخلي لمدينة لا يرتبط بالتقسيم الإداري للبلد ككل، أو في حالة بلدية صوفيا، قسم فرعي لتلك البلدية.